# 張錫元

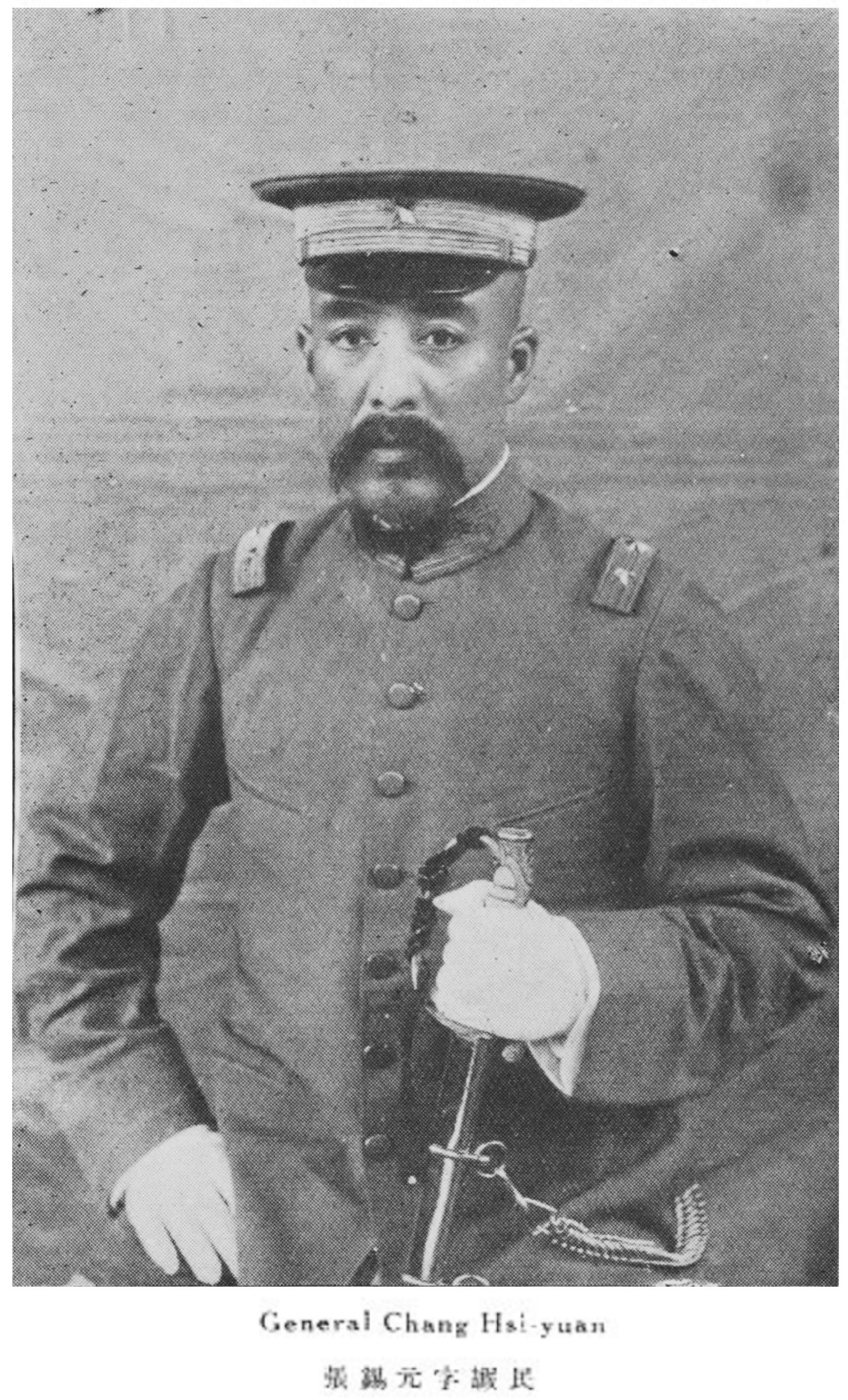
張錫元(《中國名人錄》第三版，1925年)

張錫元（1870年—1941年），字嘏民，直隷省順天府密雲縣人。中華民国軍事將領。北洋政府、直系人物。

## 生平
張錫元畢業於山海關武備学堂，後任定武新建軍教習。1911年（宣統3年），他任河南新軍第29混成協第58標標統。同年10月參與鎮壓武昌起義，因功升至第29混成協協統。
1912年（民国元年）混成協改組為混成旅，張錫元仍任該旅旅長。同年12月，他升任河南陸軍第1師師長。1914年（民国3年）9月，他任第9師師長。1916年（民国5年），他改任京畿歩兵第2旅旅長。
1917年（民国6年），他任第4混成旅旅長。1918年（民国7年），他奉命討伐胡景翼率領的陝西靖国軍。1921年（民国10年），他兼任陝西省潼關鎮守使。民国11年（1922年）5月，他任察哈爾都統。1922年9月4日，他获封“锡威将军”。1924年（民国13年）12月，他在国民軍進軍察哈爾的壓力下辞任。
1941年，張錫元在天津英租界逝世。